# Râul Glodu, Ialomicioara
Râul Glodu este un curs de apă, afluent al râului Ialomicioara. 